# Logistique tierce partie
La logistique tierce partie, ou 3PL pour Third-party logistics, est l'externalisation de la chaîne d’approvisionnement d'une entreprise. 
Les entreprises 3PL offrent une solution de logistique intégrée, incluant des services d'entreposages, une politique de distribution, des services de cross-docking, ainsi que des services de transports.